# 写生する人のいるイタリアの風景
『写生する人のいるイタリアの風景』（しゃせいするひとのいるイタリアのふうけい、蘭: Italiaans landschap met tekenaar、英: Italian Landscape with a Draughtsman）は、オランダ絵画黄金時代の画家ヤン・ボトが1650-1652年ごろにキャンバス上に油彩で制作した絵画である。画面下部右側に「JBoth f.」という画家の署名が記されている。作品はA・ファン・デル・ホープ (A. van der Hoop) 氏からアムステルダム市に遺贈されたが、現在、市からの貸与作品としてアムステルダム国立美術館に展示されている。

## 作品
ヤン・ボトは、親イタリア的なオランダの画家 (イタリアニサント) の1人として知られる。親イタリア的な画家とは、しばらく故郷を離れ、イタリアを旅してルネサンス、バロックの巨匠の芸術や古代文明の素晴らしい遺跡、風景、温暖な気候に感化された画家たちを指す。
彼らはオランダに戻ってから、黄金色に照らされる丘陵やそびえ立つ岩山のある景観を描いた。それらはイタリアの田舎で実際に描いたスケッチにもとづいているとはいえ、特定の場所の地形を表したものではなく、画画たちのアトリエで想像によって描かれたものである。
本作は、灌木や木々に囲まれた滝と小さな渓谷を表している。その上に架かる橋を人物が荷を運ぶ馬とともに渡っており、その先の道には旅行者の一団が見える。道のそばには、素朴な服を着た2人ずつからなる3つの人物集団がいる。彼らのポーズから判断して、彼らは田舎を観察している芸術家たちである
。橋の近くにいる1人が写生をし、もう1人が彼の肩越しに覗きこんでいる。彼らの左側にはヤギの群れがいる。右側には、陽光が燦燦と降り注ぐ、ローマの近郊のような広い山岳の景色が広がっている。ボトはこの場面を非常に明るい色彩で描き、陽光の効果を最大限に利用している。写生をする人物が登場しているため、この作品自体が写生されたものであるかのように思われるが、上述のように画家のオランダのアトリエで制作されたものである。